# Helófita
Helófita  (do grego ἑλώς, helos, «pântano», e φυτόν, phyton, «planta»), também designadas por limnocriptófitas ou limnófitas é a classificação dada no Sistema de Raunkiær às plantas aquáticas cujas gemas de renovo durante a estação desfavorável ficam enterradas no lodo (ou pelo menos imersas), com apenas as folhas parcialmente emersas. São plantas típicas das zonas pantanosas e das águas rasas (por exemplo Typha e Phragmites.